# Grote Prijs Jef Scherens 2004
Il Grote Prijs Jef Scherens 2004, trentottesima edizione della corsa, si svolse il 5 settembre 2004 su un percorso di 186 km, con partenza e arrivo a Lovanio. Fu vinto dal danese Allan Johansen della Bankgiroloterij davanti all'olandese Karsten Kroon e al belga Wouter Van Mechelen.

## Ordine d'arrivo (Top 10)
| Pos. | Corridore               | Squadra                 | Tempo    |
| ---- | ----------------------- | ----------------------- | -------- |
| 1    | Allan Johansen          | Bankgiroloterij         | 4h20'32" |
| 2    | Karsten Kroon           | Rabobank                | a 57"    |
| 3    | Wouter Van Mechelen     | Vlaanderen-T-Interim    | s.t.     |
| 4    | Remco van der Ven       | Bankgiroloterij         | a 58"    |
| 5    | Gert Steegmans          | Lotto-Domo              | s.t.     |
| 6    | Kevin Van Der Slagmolen | Vlaanderen-T-Interim    | s.t.     |
| 7    | Ludovic Capelle         | Landbouwkrediet-Colnago | s.t.     |
| 8    | Peter Wuyts             | MrBookmaker-Palmans     | s.t.     |
| 9    | Steven De Neef          | Jong Vlaanderen 2016    | s.t.     |
| 10   | Pieter Ghyllebert       |                         | s.t.     |